# ブルーノ・ヴィニシウス・ソウザ・ハモス
ブルーノ・タバタ（Bruno Tabata）ことブルーノ・ヴィニシウス・ソウザ・ハモス（ポルトガル語: Bruno Vinícius Souza Ramos, 1997年3月30日 - ）は、ブラジル・ミナスジェライス州イパチンガ出身のサッカー選手。SCインテルナシオナル所属。ポジションはFW。

## クラブ歴
アトレチコ・ミネイロの下部組織から2016年にポルティモネンセSCに加入。同年8月6日のリーガプロ・スポルティング・クルーベ・デ・ポルトゥガルB戦で選手初出場。
2020年9月29日、スポルティング・クルーベ・デ・ポルトゥガルと5年契約を結び、契約解除金を6000万ユーロに設定した。
2024年8月11日、SCインテルナシオナルに移籍した。

## 代表歴
第47回トゥーロン国際大会にブラジル代表として出場し、得点をあげた。

## 個人
タバタの名前はロドリゴ・タバタに顔が似ている事からつけられており、ブルーノは日系人ではない。

## タイトル
スポルティング・クルーベ・デ・ポルトゥガル
- プリメイラ・リーガ：1回 (2020-21)